# Bernd Heinrich (Biologe)
Bernd Heinrich (* 19. April 1940 in Bad Polzin) ist ein deutschamerikanischer Biologe und emeritierter Professor für Biologie an der Universität Vermont. Durch seine Forschungen über Hummeln, Wildgänse und Raben ist er weltweit bekannt geworden. Daneben ist er auch ein erfolgreicher Marathon- und Ultralangstreckenläufer.

## Leben
Bernd Heinrichs Familie stammt aus Westpreußen. Sein Vater war der Zoologe Gerd Heinrich. Die Familie musste 1945 aus Polen fliehen und lebte nach dem Zweiten Weltkrieg fünf Jahre in einer kleinen Hütte im Wald Hahnheide bei Trittau in der Nähe von Hamburg, bis sie 1950 nach Maine (USA) auswanderte.
Bernd Heinrich hat in Zoologie promoviert und erhielt zwei Ehrendoktortitel. Er ist Autor mehrerer Sachbücher und unter anderem Preisträger der John-Burroughs-Medaille. 2004 wurde er zum Mitglied der American Academy of Arts and Sciences gewählt.
Bernd Heinrich ist US-Staatsbürger. Er lebt in Hinesburg, Vermont, und in einer Blockhütte in seinem Wald in Maine.

## Karriere als Marathon- und Ultralangstreckenläufer, Rekorde
Bernd Heinrich ist ein ausgezeichneter Langstreckenläufer. 40-jährig lief er einen Marathon in 2:25 h.
Ein Jahr später, bei seiner ersten Teilnahme an einem 100-km-Lauf siegte er 1981 in Chicago in einer Zeit von 6:38:21 h, was damals eine Weltbestzeit auf der Straße bedeutete und ein US-Rekord, der 14 Jahre hielt. 1983 stellte er mit 156 Meilen und 1388 Yards (252,327 km) einen neuen US-Rekord über 24 Stunden auf und am 19. Mai 1984 einen neuen US-Rekord über 100 Meilen (160,9 km, Aschenbahn) in 12:27:01 h, der bis heute nicht unterboten wurde.
2007 wurde er als zweiter Mann nach Ted Corbitt in die Hall of Fame der American Ultrarunning Association aufgenommen. Seine eigenen Erfahrungen mit dem Laufen und Vergleiche menschlicher und tierischer Ausdauerleistungen schildert er in seinem Buch Laufen.

## Schriften
- Bumblebee Economics (1979, 2005)
  - Der Hummelstaat, List-Verlag 1994, List Taschenbuch 2001
- Insect Thermoregulation (1981)
- In a Patch of Fireweed (1984)
- One Man’s Owl (1987)
  - Ein Forscher und seine Eule, List-Verlag 1993
- Ravens in Winter (1989)
  - Die Seele der Raben, List-Verlag 1992
- Owl in the House: A Naturalist’s Diary (1990)
- Hot-Blooded Insects: Strategies and Mechanisms of Insect Thermoregulation (1993)
- A Year in the Maine Woods (1994)
  - Ein Jahr in den Wäldern von Maine, List-Verlag 1996
- Thermal Warriors: Strategies of Insect Survival (1996)
- The Trees in My Forest (1998)
  - Die Bäume meines Waldes, List-Verlag 2000, Nicol-Verlagsges. 2006
- Mind of the Raven: Investigations and Adventures with Wolf-Birds (1999)
  - Die Weisheit der Raben: Begegnungen mit den Wolfsvögeln, List-Verlag 2002
- Racing the Antelope: What Animals Can Teach Us About Running and Life (2001); Neuauflage: Why We Run: A Natural History (2002)
  - Laufen. Geschichte einer Leidenschaft, List-Verlag 2003
- The Winter World (2003)
- The Geese of Beaver Bog (2004)
- The Snoring Bird: My Family’s Journey Through a Century of Biology (2007)
- The Summer World (2008).
- Life Everlasting: The Animal Way of Death (2012).
  - Leben ohne Ende. Der ewige Kreislauf des Lebendigen, Matthes & Seitz 2019, ISBN 978-3-95757-618-7.
- The Homing Instinct: Meaning and Mystery in Animal Migration (2014).
  - Der Heimatinstinkt. Das Geheimnis der Tierwanderungen . Matthes & Seitz, Berlin 2017, ISBN 978-3-95757-332-2.